# Живой труп (фильм, 1968)
«Живо́й труп» — советский художественный фильм в двух частях, поставленный режиссёром Владимиром Венгеровым на киностудии «Ленфильм» по одноимённой пьесе Л. Н. Толстого. Премьера фильма состоялась 8 сентября 1969 года.

## Сюжет
По мнению Фёдора Протасова, главного героя фильма, окружающая жизнь пронизана грязью и фальшью. Он не желает участвовать «во всей этой пакости», у него не хватает смелости с ней бороться, и он выбирает третий путь: забыться, пить, гулять с цыганами. Становится бродягой, а потом кончает жизнь самоубийством — стреляется.

## В ролях
- Алексей Баталов — Фёдор Протасов
- Алла Демидова — Лиза Протасова
- Олег Басилашвили — Виктор Михайлович Каренин
- Лидия Штыкан — Анна Павловна, мать Лизы и Саши
- Елена Чёрная — Саша, сестра Лизы
- Софья Пилявская — Анна Дмитриевна Каренина
- Евгений Кузнецов — князь Абрезков
- Светлана Тома — цыганка Маша (озвучивает Людмила Гурченко, вокал — Соня Тимофеева)
- Всеволод Кузнецов — Афремов, приятель Фёдора
- Пантелеймон Крымов — офицер, приятель Фёдора
- Алексей Кожевников — музыкант, приятель Фёдора
- Олег Борисов — судебный следователь
- Николай Боярский — Петушков, художник
- Иннокентий Смоктуновский — Иван Петрович
- Александр Афанасьев — Цервер
- Юрий Свирин — Петрушин, адвокат
- Евгений Гвоздёв

## Съёмочная группа
- Автор сценария и режиссёр-постановщик: Владимир Венгеров
- Оператор-постановщик: Генрих Маранджян
- Художники-постановщики: Марксэн Гаухман-Свердлов, Николай Суворов
- Композитор: Исаак Шварц
- Звукооператор: Е. Нестеров
- Режиссёр: В. Терентьев
- Оператор: С. Иванов
- Художник-декоратор: Римма Штиль
- Художник по костюмам: Л. Мошкина
- Художник-гримёр: Николай Эленбоген, А. Буфетова
- Монтажёр: С. Горакова
- Редактор: Х. Элкен
- Оператор комбинированных съёмок: М. Покровский
- Художник комбинированных съёмок: Ю. Боровков
- Директор: М. Генденштейн